# 安東尼奧·斐奇
安東尼奧·斐奇（Antonio Veić，1988年2月18日—）出生于南斯拉夫克羅地亞社會主義共和國小洛希尼，是一位克羅埃西亞職業網球運動員，2006年成为职业选手。他的最好单打排名是2012年5月12日达到的119。

## 外部連結
- 安東尼奧·斐奇（英文/西班牙文）的官方資料
- 安東尼奧·斐奇的國際網球總會 職業／青少年 官方資料（英文）
- 安東尼奧·斐奇的官方資料（英文）